# Буринце (община Гниляне)
Буринце (на сръбски: Буринце; на албански: Burincë) е село в Косово, разположено в община Гниляне, окръг Гниляне. Населението му според преброяването през 2011 г. показва че селото е безлюдно.

## Население
Численост на населението според преброяванията през годините:
- 1948 – 123 души
- 1953 – 130 души
- 1961 – 163 души
- 1971 – 193 души
- 1981 – 81 души
- 1991 – 96 души
- 2011 – 0 души